# Jussi Lehtisalo
Jussi Lehtisalo (Pori, 1972) è un musicista finlandese, nonché fondatore dell'etichetta discografica della Ektro Records.
Ha collaborato e militato all'interno di diverse band tra le quali Circle (la sua band principale), Pharaoh Overlord, Rättö ja Lehtisalo, Sakset, Iron Magazine, Oric, Pakasteet, Dekathlon, Salora 1700, Kirvasto, Eturivi, Ektroverde, Doktor Kettu, Steel Mammoth, Tractor Pulling, Leppästick, Krypt Axeripper, Rakhim e Motorspandex. È un multistrumentista, anche se gli strumenti da lui più usati sono il basso e la chitarra.